# Guerras de América
Guerras de América (en inglés, Wars of America) es una escultura "colosal" de bronce ubicada en el Parque Militar de la ciudad de Newark, en el estado de Nueva Jersey (Estados Unidos). Fue diseñada por el escultor del Monte Rushmore Gutzon Borglum y su asistente Luigi Del Bianco. Está compuesta por "cuarenta y dos humanos y dos caballos"  y se asienta sobre una base de granito de Stone Mountain.

## Descripción e historia
La escultura fue erigida en 1926, ocho años después del fin de la Primera Guerra Mundial, pero su intención se amplió para honrar a todos los muertos en la guerra de Estados Unidos. Al describirlo, Borglum dijo: "El diseño representa una gran punta de lanza. Sobre el campo verde de esta punta de lanza hemos colocado una espada Tudor, cuya empuñadura representa a la nación estadounidense en crisis, respondiendo al llamado a las armas".
El trabajo fue financiado por un legado de 100 000 dólares del empresario de Newark Amos Hoagland Van Horn, quien también financió Borglums Seated Lincoln, también ubicado en Newark. La escultura se agregó al Registro Nacional de Lugares Históricos el 28 de octubre de 1994.

## Galería

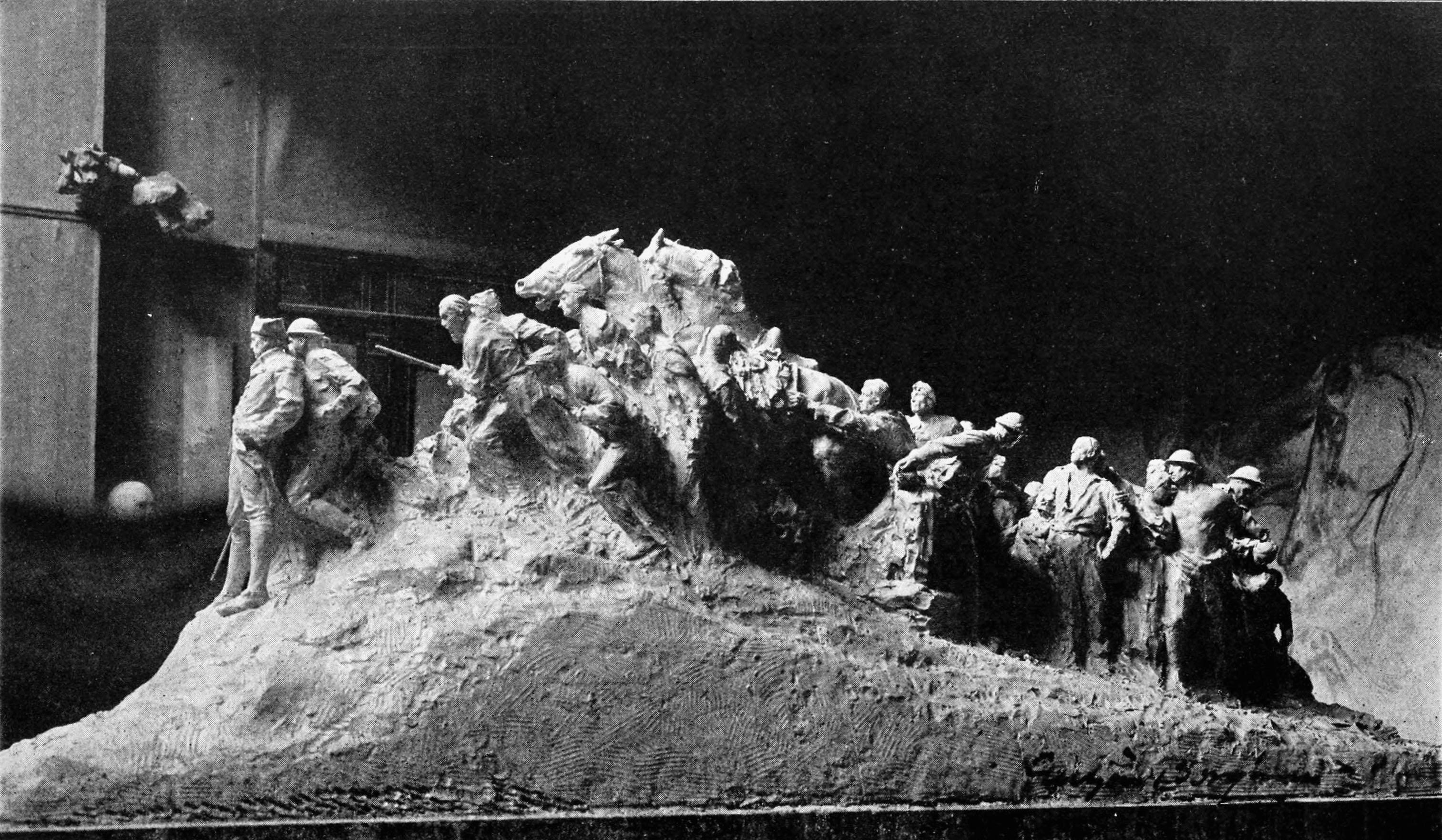
Maqueta de 1921
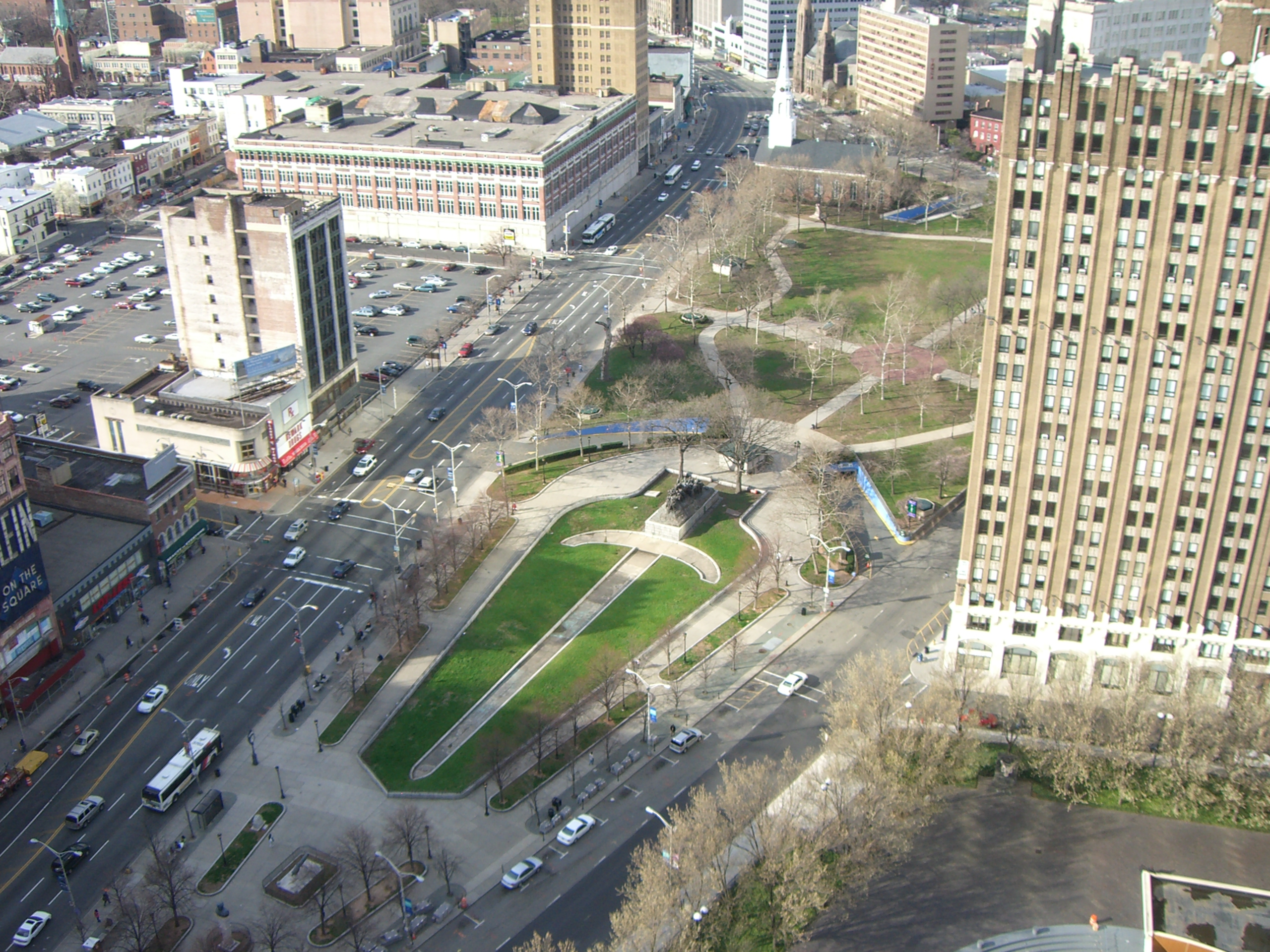
Vista aérea del Parque Militar
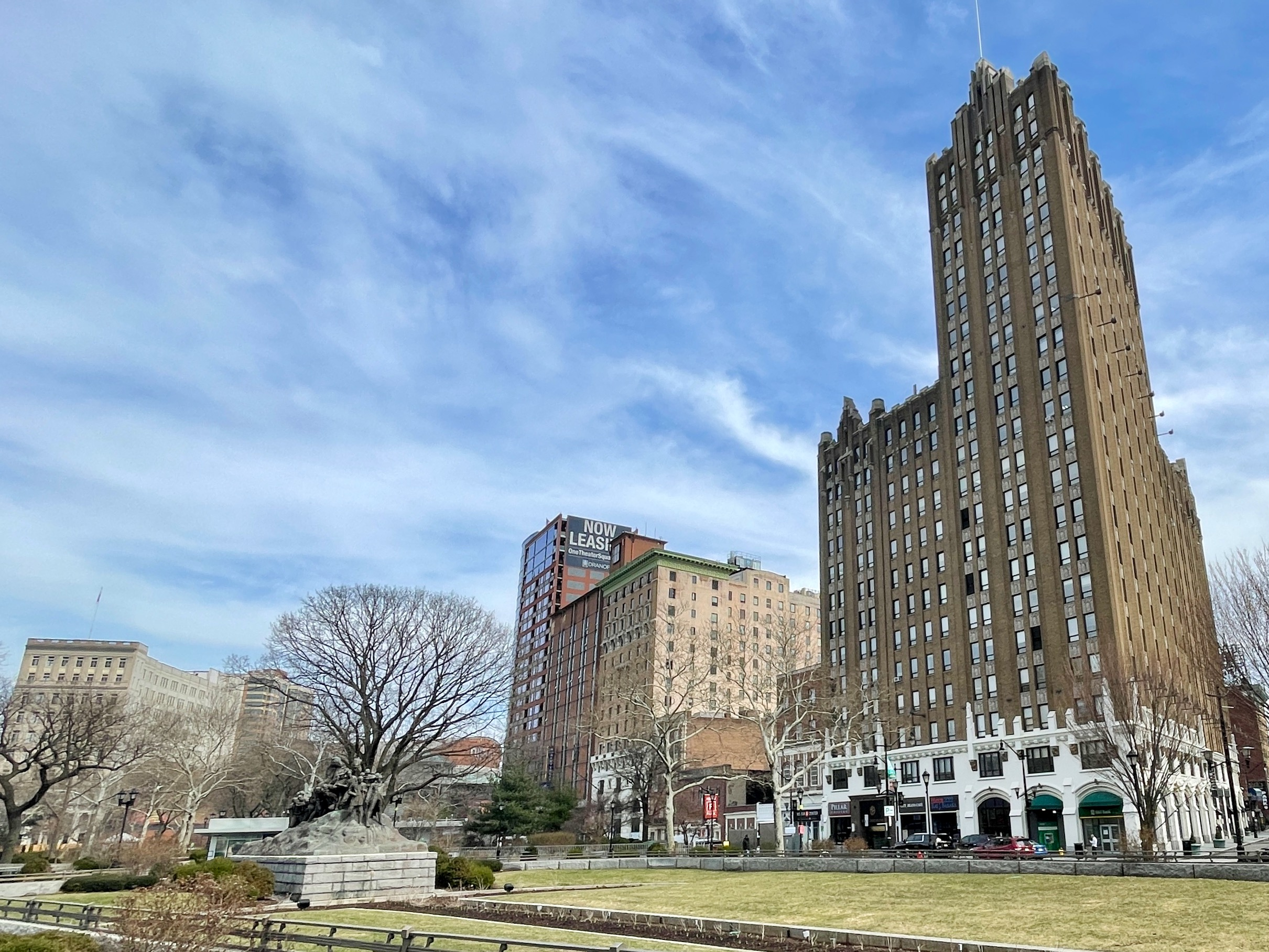
Junto a los rascacielos del Parque Militar
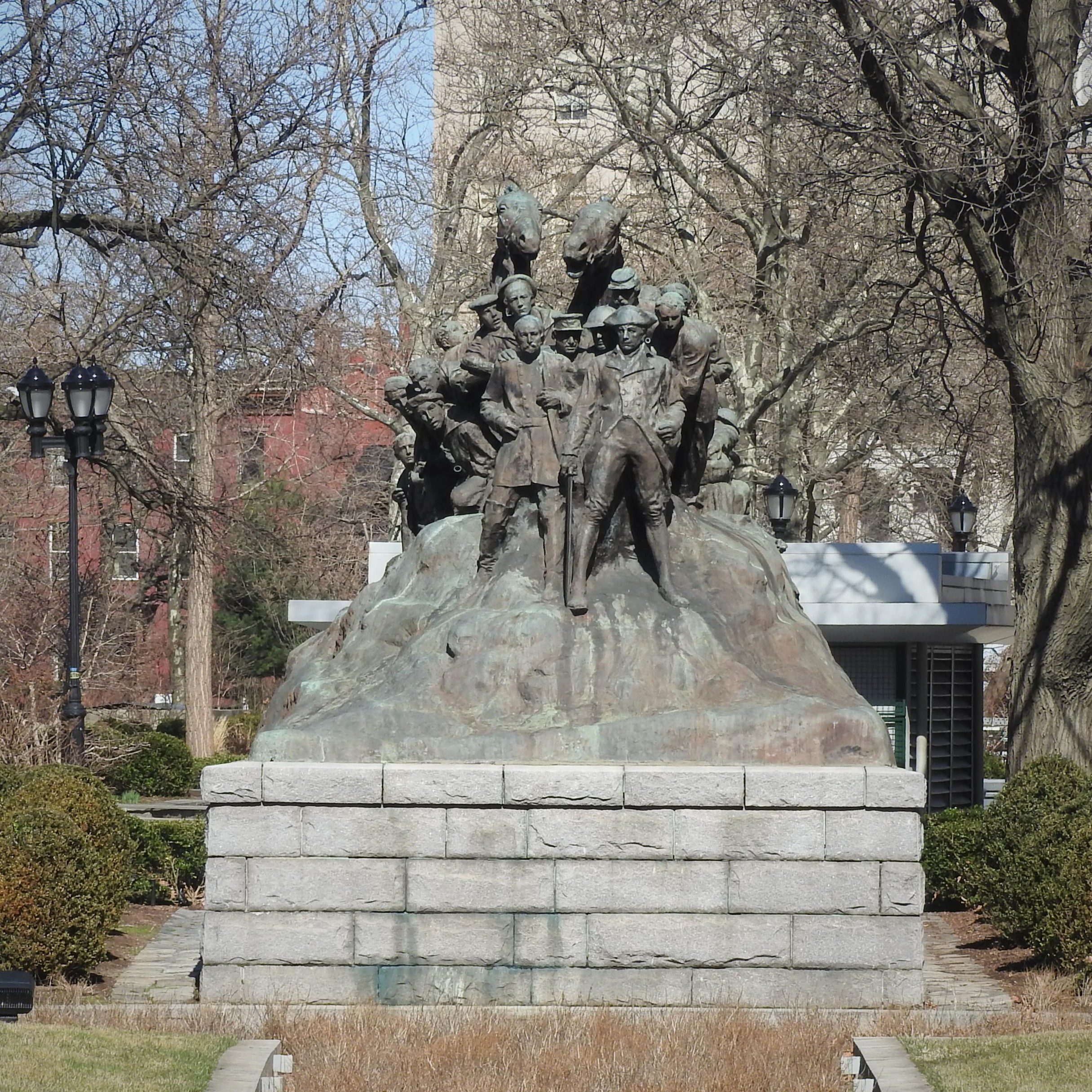
Vista frontal
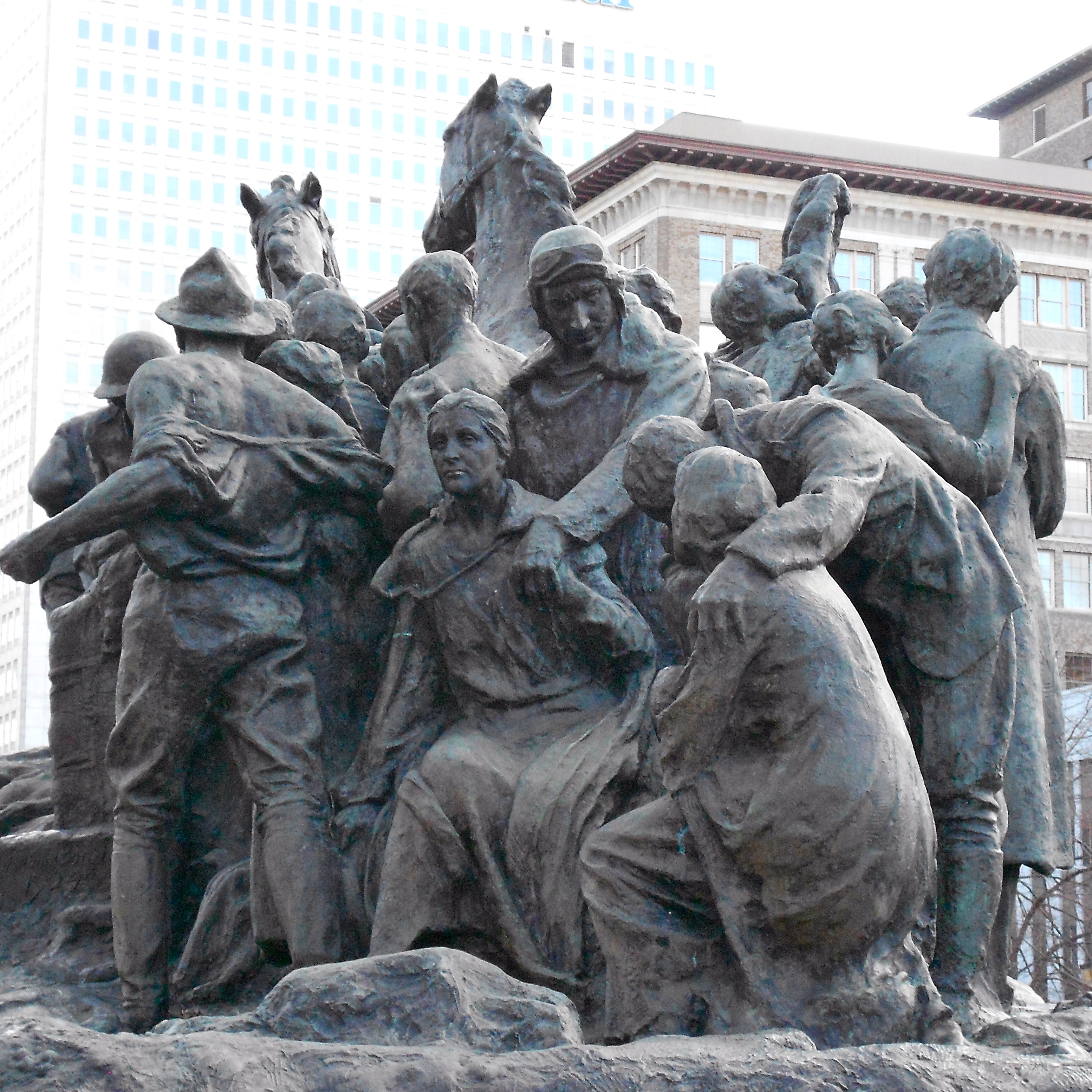
Detalle de la obra